# Sarthebari
Sarthebari é uma cidade e uma town area committee no distrito de Barpeta, no estado indiano de Assam.

## Demografia
Segundo o censo de 2001, Sarthebari tinha uma população de 7545 habitantes. Os indivíduos do sexo masculino constituem 51% da população e os do sexo feminino 49%. Sarthebari tem uma taxa de literacia de 83%, superior à média nacional de 59,5%: a literacia no sexo masculino é de 88% e no sexo feminino é de 77%. Em Sarthebari, 9% da população está abaixo dos 6 anos de idade.